# Мартинш, Катарина
Катарина Суариш Мартинш (порт. Catarina Soares Martins; род. 7 сентября 1973) — португальская театральная актриса

, дипломированный филолог, общественная и политическая деятельница левого толка. Председатель (спикер-координатор) партии Левый блок с 2012 года.

## Биография
Дочь учителей математики, некоторое время преподававших на волонтёрских основах в Кабо-Верде после деколонизации островов от Португалии. В 1991 году поступила в Коимбрский университет на юридический факультет. Получив магистерскую степень в Университете Порту и степень доктора философии в области языков и современной литературы в Открытом университете (Лиссабон), она посвятила себя театру. Стала одним из основателей авангардного проекта под названием Companhia de Teatro de Visões Úteis, возникшего в Порту в 1994 году. В этой театральной трупе Мартинш сотрудничала в течение 15 лет.
Активистка Левого блока, объединившего троцкистские, маоистские и другие радикально-социалистические группы. В 2009 году, ещё будучи беспартийной, была избрана в парламент в качестве первого представителя Левого блока от Порту, переизбиралась в 2011 и 2015. 11 ноября 2012 года Катарина Мартинш и Жуан Семеду были избраны сопредседателями Левого блока, сменив его первого лидера Франсишку Лоуса. Семеду ушёл с поста 30 ноября 2013 года, оставив Мартинш единственным «координатором» и «спикером» от имени коллективного руководства (Постоянный комитет, состоящий из шести человек) партии. Её переизбирали на выборах 2015 и 2019 годов. На парламентских выборах в Португалии в январе 2022 года Левый блок потерял 14 из своих 19 мест в Ассамблее, хотя Мартинш была переизбрана в избирательном округе Порту. 14 февраля 2023 года Мартинш объявила, что не будет баллотироваться на переизбрание в качестве Национального координатора Левого блока на XIII Национальном съезде партии в мае. 28 мая новым координатором Левого блока была избрана Марианна Мортагуа, таким образом завершив 11-летнее пребывание Мартинш в должности лидера партии.
Европейская версия журнала Politico включила её в список 28 личностей из 28 различных стран, «устанавливающих политику и сотрясающих Европу». Своим политическим кумиром называет африканского леворадикального революционера Амилкара Кабрала.